# Maria Józefa Portugalska
Maria José Joana Eulália Leopoldina Adelaide Isabel Carolina Micaela Rafaela Gabriela Francisca de Assis e de Paula Inês Sofia Joaquina Teresa Benedita Bernardina Bragança (ur. 19 marca 1857, zm. 11 marca 1943 w Monachium) – infantka Portugalii, księżna Bawarii. Babka ze strony matki Leopolda III Koburga, króla Belgii.

## Życiorys
Maria Józefa była czwartym dzieckiem i trzecią córką Michała I Uzurpatora, króla Portugalii, i jego żony Adelajdy Löwenstein-Wertheim-Rosenberg. Siostrami Marii Józefy były Maria Anna, wielka księżna Luksemburga, i Maria Antonina, księżna Parmy. Jej jedynym bratem był Manuel II, król Portugalii.
29 kwietnia 1874 roku wyszła za mąż za Karola Teodora Wittelsbacha, księcia Bawarii, młodszego brata cesarzowej Elżbiety Bawarskiej, bardziej znanej jako „Sissi”.
Maria i jej mąż zamieszkali w Monachium, gdzie Karol założył prywatną klinikę okulistyczną, która funkcjonuje do dziś. Maria Józefa zmarła w 1943 roku w wieku 85 lat. Została pochowana w Tegernsee Abbey.

## Dzieci
- Zofia (1875–1957)
- Elżbieta Gabriela (1876–1965), królowa Belgów
- Maria Gabriela (1878–1912), żona księcia Rupprechta, pretendenta do tronu Bawarii, Anglii i Szkocji
- Ludwik (1884–1968)
- Franciszek (1888–1912)